# Els Kloek

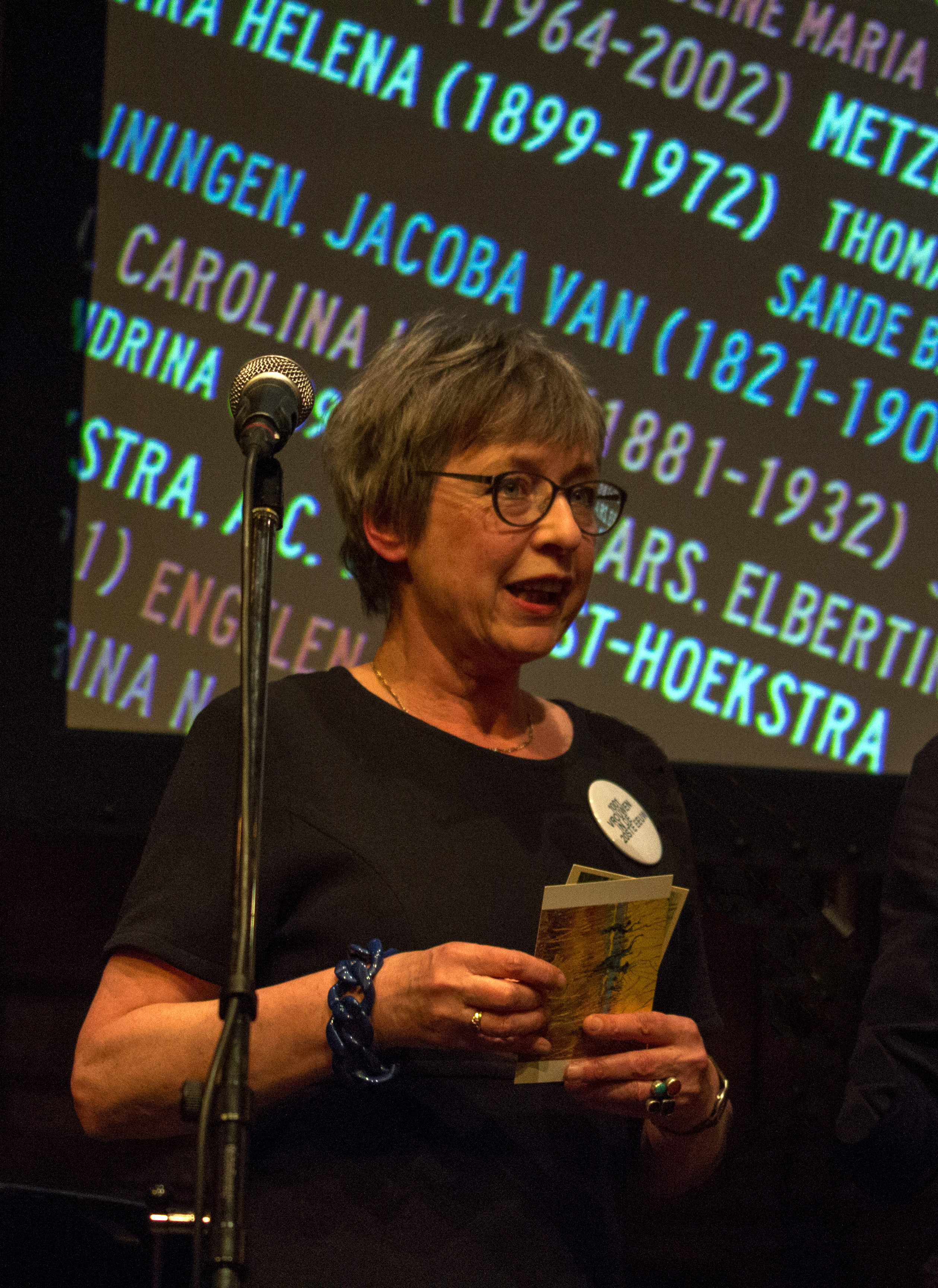
Els Kloek, 2015

Else Margaretha „Els“ Kloek (* 18. Juli 1952 in Leiden) ist eine niederländische Historikerin und Schriftstellerin.

## Leben
Els Kloek wurde als jüngstes Kind eines reformierten Pfarrers in Leiden geboren. Ihre Mutter arbeitete als Hausfrau und kümmerte sich um die fünf Kinder. Als Kind wollte Els Kloek, inspiriert von Annie M. G. Schmidt, Dichterin werden. Nach Abschluss des Städtischen Gymnasiums Leiden studierte sie den 1970er Jahren Geschichte an der Universiteit van Amsterdam, wo sie 1990 promovierte, und war in der Studenten- und Frauenbewegung der 1970er Jahre aktiv.
Nach ihrem Studium arbeitete Els Kloek als Dozentin an der Universität Utrecht, der Radboud-Universität Nijmegen und der Erasmus-Universität Rotterdam. Sie heiratete und arbeitete ab 1983 in Teilzeit an der Universität, bekam einen Sohn und schrieb an ihren Büchern. Sie war Initiatorin und Chefredakteurin der populärwissenschaftlichen Reihe „Verloren Verleden“. Zwischen 1998 und 2004 wurden in dieser Reihe 24 Bücher über berühmte Persönlichkeiten und Episoden aus der niederländischen Geschichte veröffentlicht. Von 2003 bis 2014 war Kloek dem Huygens-Institut für die Geschichte der Niederlande angeschlossen, das zur Königlich Niederländische Akademie der Wissenschaften gehört. Dort war sie ab 2008 Projektleiterin des „Biografisch Portaal“ des Huygens Instituut voor Nederlandse Geschiedenis und leitete bis 2022 das Projekt „Digitaal Vrouwenlexicon van Nederland“, ein Online-Nachschlagewerk mit Biografien niederländischer Frauen. Seit 2014 ist sie Gastwissenschaftlerin am Institut und freie Historikerin. Sie lebt in Amsterdam.

## Werk

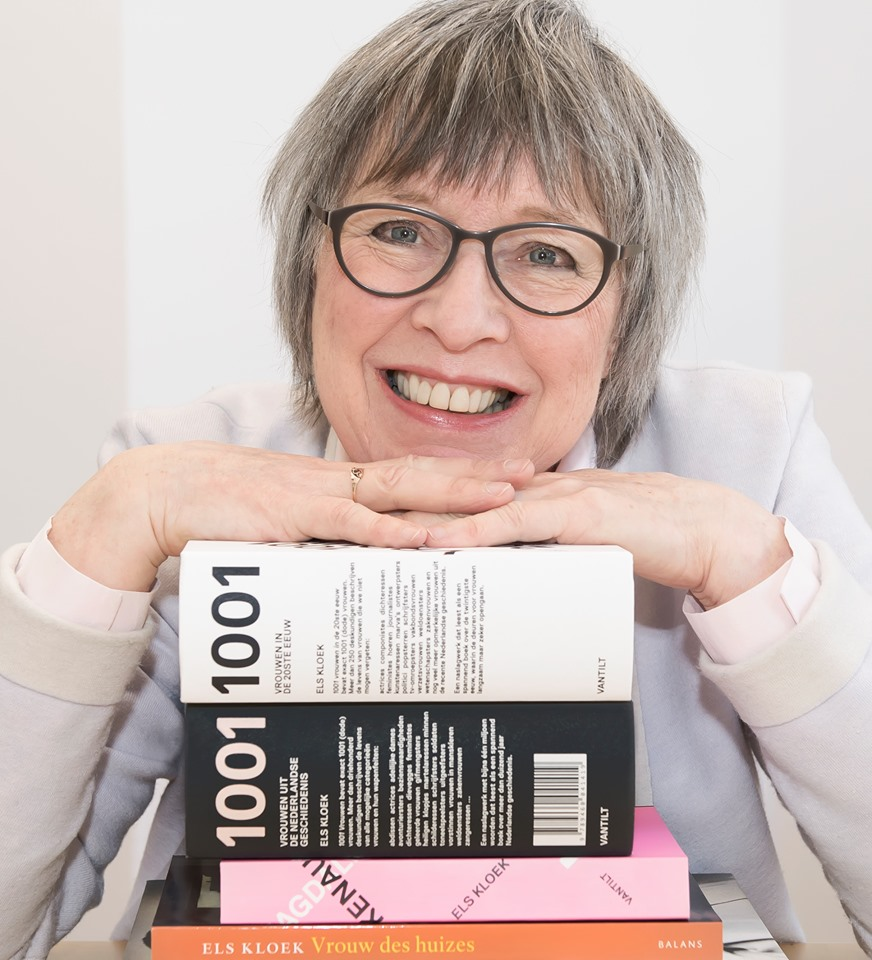
Els Kloek, 2019

Aus dem Wunsch heraus, Frauen auch aus der Frühen Neuzeit sichtbarer zu machen und dem Bestreben, nicht von einem sozialwissenschaftlichen, sondern von einem biografischen Ansatz her zu forschen, begann Els Kloek Einzelbiografien von Frauen zu sammeln und ab dem Jahr 2000 im Zuge der zunehmenden Digitalisierung Lebensgeschichten von Frauen aus biografischen Nachschlagewerken in einer Datenbank zu erfassen. 2003 fing sie an, Gelder für das Projekt einzuwerben. Nachdem sie von der Nederlandse Organisatie voor Wetenschappelijk Onderzoek (NWO) ein Stipendium zum Schreiben der Biografien von 1.000 Frauen aus der Frühen Neuzeit erhalten hatte, begann sie im Jahr 2005 mit vor 1850 geborenen Frauen. Auswahlkriterien für die Aufnahme waren entweder eine besondere Leistung oder ein besonderer Ruf, der sie von anderen Frauen ihrer Zeit unterschied. Ende 2010 enthielt das „Digitaal Vrouwenlexicon van Nederland“ 1001 Biografien von Frauen, sortierbar nach Alter und Tätigkeit. Die von Els Kloek angefragten Verlage, bei denen sie ihre gemeinsam mit Anna de Haas erarbeitete Forschung in Buchform publizieren wollte, machten zur Bedingung, dass auch Biografien aus dem 20. Jahrhundert enthalten sein müssen. Daher nahm Els Kloek zu Gunsten dieser jüngeren Lebensläufe 200 Biografien aus der Buchsammlung heraus und stellte sie nur auf der mittlerweile entstandenen Website vor. 2013 veröffentlichte sie das Nachschlagewerk unter dem Titel 1001 vrouwen uit de Nederlandse geschiedenis (1001 Frauen aus der niederländischen Geschichte). Begleitend dazu lief eine Ausstellung.
Das Buch 101 Vrouwen en de oorlog wurde von Els Kloek als Fortsetzung zusammengestellt und von Irma Boom gestaltet. Von Els Kloek stammen die Beiträge zu Annetje Fels-Kupferschmidt, Ru Paré, Ellen van der Ploeg, Sophie Elisabeth Saueressig und Theodora Versteegh. Im Jahr 2018 veröffentlichte sie 1001 vrouwen in de 20ste eeuw (1001 Frauen im 20. Jahrhundert), das auch Biografien aus 101 Vrouwen en de oorlog enthält. Von Oktober 2018 bis März 2019 wurde eine durch Els Kloek kuratierte begleitende Ausstellung im Amsterdam Museum gezeigt. Darin wurde das Leben von etwa 200 der im Buch dargestellten Frauen anhand von Originalgegenständen, Besitztümern und Schriften nachgezeichnet. Alle Biografien aus dem Buch sind auch verfügbar im von ihr aufgebauten Digitaal Vrouwenlexicon van Nederland.

### Veröffentlichungen und Herausgeberschaften (Auswahl)
- Vrouwen en kinderen eerst. Nijmegen, 2019
- 1001 vrouwen in de 20ste eeuw. 2018 (Hrsg. und Autorin)
- Keetje Hodshon (1768–1829). Een rijke dame in revolutietijd. Mit Maarten Hell, Nijmegen, 2017
- Els Kloek, Maarten Hell, Marjan Schwegman: 101 Vrouwen en de oorlog. Verlag Vantilt, Nijmegen, 2016 (Hrsg. und Autorin)
- Kenau & Magdalena. Vrouwen in de Tachtigjarige oorlog. Vantilt, Nijmegen, 2014, ISBN 978-94-6004-158-7
- 1001 vrouwen uit de Nederlandse geschiedenis. (1001 Frauen aus der niederländischen Geschichte) 2013 (Hrsg. und Autorin), ISBN 978-94-6004-141-9
- Vrouw des huizes. Een cultuurgeschiedenis van de Hollandse huisvrouw. Amsterdam, 2009
- Wie hij zij, man of wijf. Vrouwengeschiedenis en de vroegmoderne tijd. (Dissertation) Hilversum, 1990
- Els Kloek, Catherine Peters Sengers, Esther Tobé: Lexicon van Noord-Nederlandse kunstenaressen, circa 1550–1800 (= Utrechtse historische cahiers. Vrouwen en kunst in de Republiek. Een overzicht, Jg. 19, Nr. 1–2). Verloren, Hilversum 1998, ISBN 90-6550-572-5

## Auszeichnungen und Nominierungen
- 2010: Nominierung zum Libris Geschiedenis Prijs für Vrouw des huizes
- 2013: Nominierung zum Libris Geschiedenis Prijs für 1001 vrouwen uit de Nederlandse geschiedenis
- 2016: Auszeichnung durch die Leser des Historisch Nieuwsblad als „bestes Geschichtsbuch aller Zeiten“ für 1001 vrouwen uit de Nederlandse geschiedenis
- 2018: Ernennung zum Ehrenmitglied der Maatschappij der Nederlandse Letterkunde
- 2019: Gewinnerin des Kleio Klasseprijs mit 1001 vrouwen in de 20ste eeuw